# 九四式軽迫撃砲
九四式軽迫撃砲（きゅうよんしきけいはくげきほう）は、1934年（昭和9年）に完成し、1936年（昭和11年）に制式制定され、大日本帝国陸軍で運用された迫撃砲。通常の迫撃砲ではなく、毒ガス戦用のガス弾投射機として開発された。

## 概要

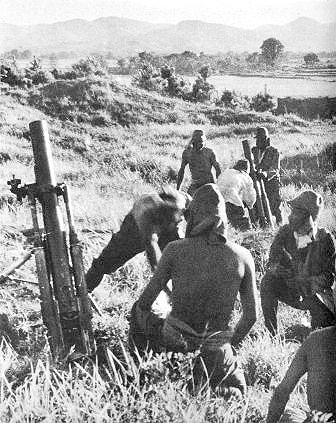

ガス弾投射機兼榴弾使用の迫撃砲として、ストークブラン式迫撃砲を拡大する形で研究開発された。原型から口径・射程とも増大したため、反動を受け止める床板（しょうはん：本稿の画像中"Base Plate"と呼ばれている部分）の大型化の対策として簡易な駐退復座機を砲身と床板の間に設けたが、このために構造が複雑化してしまった。
なお、同時期に研究開発された九六式中迫撃砲も同様に駐退復座機を持つ。
なお、本砲が軽迫撃砲と呼ばれるのは、後述のようにその開発経緯によるものであり、運用形態はむしろ重迫撃砲に相当するものである。当時の日本陸軍においては、歩兵大隊、中隊などが運用する迫撃砲は曲射歩兵砲という名称が付与されており、こちらはストークブラン式迫撃砲を元に九七式曲射歩兵砲が相当数生産されている。

## 開発
1931年（昭和6年）、フランスのストークブラン社より口径81mmの迫撃砲の売り込みがあったが、当時は九二式歩兵砲の導入が決定したばかりでもあり、歩兵砲としての採用は見送られた。しかし、同形式の迫撃砲は研究開発の要があるという必要は認められたため、同社より特許および見本を購入し、研究が進められた。
研究方針は以下の通り
1. 瓦斯弾投射と榴弾射撃に兼用し得る迫撃砲を研究審査す
2. 瓦斯弾投射任務を主とし、榴弾射撃を従とす
3. 口径は十糎程度以下とす
4. 射程は四〇〇〇米を目途とし、方向射界は成るべく大なること
5. 有翼弾の型式に就いても研究す

この方針を見てもわかるように、本砲はストークブラン迫撃砲の威力の拡大を狙って開発されたものではない。口径の90.5mmも、81.3mm弾の炸裂威力を増すためではなく、毒剤液量と火砲重量の兼ね合いによって定まったものである。ドイツのNbW 35やアメリカのM2 107mm迫撃砲などと比較すると弾量（薬液量）は少ないものの、これらと類似の整備目的で開発された火砲であり、実戦では独立迫撃大隊により専ら榴弾による火力支援を行う重迫撃砲として運用されたという経緯もM2 107mm迫撃砲と類似している。
なお、満洲事変およびその後の中国大陸での実戦の結果、有翼弾を発射する軽便な曲射歩兵砲の必要性が認識され、こちらは別個に九七式曲射歩兵砲（口径81mm）として開発された。
当時陸軍科学研究所では毒ガス弾の投射機として上記の口径10cmに加え15cmのものも研究しており、同時期、陸軍技術本部でも口径15cmの九〇式軽迫撃砲を開発していた。類似火砲を別個に開発するのは非効率的であるという理由から1932年（昭和7年）4月、両所の担当者が合同会議を開催し、改めて技術本部において軽・中・重の各迫撃砲を研究することとされた。このうち軽が本砲である。重は九六式重迫撃砲として完成した。中については軽の拡大版とされ、本砲の研究終了後に引き続き研究され、九六式中迫撃砲として完成している。
1932年（昭和7年）10月より設計に着手、翌年5月に試製砲が完成したが、前述のようなガス弾投射機としての性能を満たすため、原型のストークブラン砲から射程の延伸、口径の増大を求められたため射撃反動が大となり、衝撃を受け止める床板が大きくなり、運搬・操作の面で問題となった。このため、簡易な駐退復座機を設けて反動を吸収させ、床板の小型化と全体の軽量化を図ったが、構造は複雑となり、総重量も160kg近いものになってしまった。これを受け、後継の九七式軽迫撃砲は軽量化と構造の簡略化を意図して駐退復座機を省略、反動に対しては木材の副床板を敷く形を採ることになったが、副床板を含めた総重量は本砲よりも若干大きくなっていた。なお、本砲は榴弾射撃の場合の精度が不足とされて駐退機が追加されたという説もある。
駐退復座機付きの試製砲は1933年（昭和8年）12月、1934年（昭和9年）6月、同年8月の3回に亙って各種試験を繰り返し、その後化学戦兵器として陸軍習志野学校と、迫撃砲として陸軍歩兵学校とに委託して実用試験が行われた。砲兵火器であるにもかかわらず歩兵学校が審査を行ったのは、曲射歩兵砲や擲弾筒といった擲射火器の経験が豊富であり、陸軍野戦砲兵学校よりも適正な評価を行えると考えられたためである。
本砲は歩兵ではなく砲兵、しかも装備のよい独立迫撃大隊に配備される砲であり、この時点では機動力については低いという評価はされていなかった。
1935年（昭和10年）に仮制式、1936年（昭和11年）に制式制定となった。これについては奇襲効果を高めることを目的として第一級秘密兵器として制定され、その存在は秘匿された。ただし、本砲が軽迫撃砲であるのは特に秘匿の意図があってのことではない。分解駄載が可能なものを軽、分解しても車載が必要なものを中とし、軽・中は毒ガス投射兵器と区分、重砲兵の装備する超大型迫撃砲を重とし、重は攻城砲として区分したという単純な事情があったのみである。

## 生産と配備
本砲は1936年-1939年（昭和14年）までに450門ほどが製造され、主に中国戦線の迫撃大隊の主要兵器として配備された。
迫撃大隊は3個中隊編制で、1個中隊当たり本砲12門を装備した。
実戦で使ってみると構造が複雑で重量も若干過大とされ、生産は駐退復座機を省略して構造の簡略化と軽量化を図った九七式軽迫撃砲に移行したが、本砲そのものは第二次世界大戦終結まで現用として使用され続けていた。
大阪造兵廠第一製造所の調査によると1942年（昭和17年）10月までの生産数（火砲製造完成数）は608門であった。